# Bahnstrecke Belfort–Delle
| Bahnhof Delle |                      |                                          |                                          |
| Streckennummer (SNCF): | 854 000              |                                          |                                          |
| Streckenlänge: | 20,32 km / 1,57 km   |                                          |                                          |
| Spurweite: | 1435 mm (Normalspur) |                                          |                                          |
| Stromsystem: | 25 kV 50 Hz ~        |                                          |                                          |
| |                      |                                          |                                          |
| \| \| \| von Paris \| \| \| \| 442,7 \| Belfort \| 358 m \| \| \| 443,7 \| nach Besançon \| nach Besançon \| \| \| 443,9 \| Brücke über A36 (40 m) \| Brücke über A36 (40 m) \| \| \| 443,9 \| Savoureuse-Brücke (25 m) \| Savoureuse-Brücke (25 m) \| \| \| 444,2 \| nach Mulhouse \| nach Mulhouse \| \| \| \| Danjoutin (seit Dez. 2018) \| \| \| \| 449,1 \| Meroux \| 366 m \| \| \| \| Beginn Streckenverlegung \| \| \| \| 449,9 \| Meroux TGV Belfort-Montbéliard TGV \| 361 m \| \| \| \| Anschluss an LGV Rhin-Rhône \| \| \| \| \| Ende Streckenverlegung \| \| \| \| 454,3 \| Bourogne \| 337 m \| \| \| 454,4 \| Brücke über die Bourbeuse (47 m) \| Brücke über die Bourbeuse (47 m) \| \| \| 454,7 \| Brücke über den Rhein-Rhône-Kanal (21 m) \| Brücke über den Rhein-Rhône-Kanal (21 m) \| \| \| \| von Montbéliard \| \| \| \| 456,1 \| Morvillars \| 338 m \| \| \| 459,6 \| Grandvillars \| 357 m \| \| \| \| Joncherey (seit Dez. 2018) \| \| \| \| 464,2 \| Delle \| 367 m \| \| \| 464,6124,5 \| Staatsgrenze F–CH \| 369 m ü. M. \| \| \| \| Eigentumsgrenze RFF–SBB \| \| \| \| 123,4 \| Boncourt \| 374 m ü. M. \| \| \| \| nach Delémont \| \| |                      |                                          |                                          |
| Strecke |                      | von Paris                                | von Paris                                |
| Bahnhof | 442,7                | Belfort                                  | 358 m                                    |
| Abzweig geradeaus, nach rechts und von rechts | 443,7                | nach Besançon                            | nach Besançon                            |
| Brücke | 443,9                | Brücke über A36 (40 m)                   | Brücke über A36 (40 m)                   |
| Brücke über Wasserlauf | 443,9                | Savoureuse-Brücke (25 m)                 | Savoureuse-Brücke (25 m)                 |
| Abzweig geradeaus und nach links | 444,2                | nach Mulhouse                            | nach Mulhouse                            |
| Haltepunkt / Haltestelle |                      | Danjoutin (seit Dez. 2018)               | Danjoutin (seit Dez. 2018)               |
| ehemaliger Bahnhof | 449,1                | Meroux                                   | 366 m                                    |
| Verschwenkung von links · Verschwenkung von rechts (Strecke außer Betrieb) |                      | Beginn Streckenverlegung                 | Beginn Streckenverlegung                 |
| Turmbahnhof geradeaus oben · Strecke (außer Betrieb) | 449,9                | Meroux TGV Belfort-Montbéliard TGV       | 361 m                                    |
| Strecke · Strecke (außer Betrieb) |                      | Anschluss an LGV Rhin-Rhône              | Anschluss an LGV Rhin-Rhône              |
| Verschwenkung nach links · Verschwenkung nach rechts (Strecke außer Betrieb) |                      | Ende Streckenverlegung                   | Ende Streckenverlegung                   |
| ehemaliger Haltepunkt / Haltestelle | 454,3                | Bourogne                                 | 337 m                                    |
| Brücke über Wasserlauf | 454,4                | Brücke über die Bourbeuse (47 m)         | Brücke über die Bourbeuse (47 m)         |
| Brücke über Wasserlauf | 454,7                | Brücke über den Rhein-Rhône-Kanal (21 m) | Brücke über den Rhein-Rhône-Kanal (21 m) |
| Abzweig geradeaus, ehemals nach rechts und ehemals von rechts |                      | von Montbéliard                          | von Montbéliard                          |
| Haltepunkt / Haltestelle | 456,1                | Morvillars                               | 338 m                                    |
| Bahnhof | 459,6                | Grandvillars                             | 357 m                                    |
| Haltepunkt / Haltestelle |                      | Joncherey (seit Dez. 2018)               | Joncherey (seit Dez. 2018)               |
| Bahnhof | 464,2                | Delle                                    | 367 m                                    |
| Grenze | 464,6124,5           | Staatsgrenze F–CH                        | 369 m ü. M.                              |
| Strecke |                      | Eigentumsgrenze RFF–SBB                  | Eigentumsgrenze RFF–SBB                  |
| Bahnhof | 123,4                | Boncourt                                 | 374 m ü. M.                              |
| Strecke |                      | nach Delémont                            | nach Delémont                            |

Die Bahnstrecke Belfort–Delle ist eine normalspurige Eisenbahnstrecke im französischen Département Territoire de Belfort in der Region Bourgogne-Franche-Comté und gehört dem staatlichen Schieneninfrastrukturunternehmen Réseau ferré de France (RFF).
Die gut 20 Kilometer lange Strecke wurde für den Personenverkehr 1993 stillgelegt, der grenzüberschreitende Abschnitt nach Boncourt 1996. Aufgrund des Baus des Ostastes der LGV Rhin-Rhône haben sich die Schweiz und Frankreich auf eine Reaktivierung der Strecke verständigt, die auf den Fahrplanwechsel vom 9. Dezember 2018 hin erfolgte.

## Geschichte
In Belfort trafen 1858 zwei Abschnitte der Strecke Paris–Mulhouse der Compagnie des Chemins de fer de l’Est (EST) und der letzte Abschnitt der Strecke Dijon–Dole–Besançon–Belfort der Compagnie Paris-Lyon-Méditerranée (PLM) ein.
Von der PLM wurde am 29. Juni 1868 die Zweigstrecke Montbéliard–Audincourt–Morvillars–Delle eröffnet, die bei Montbéliard von der Hauptstrecke Belfort–Dole abzweigt.

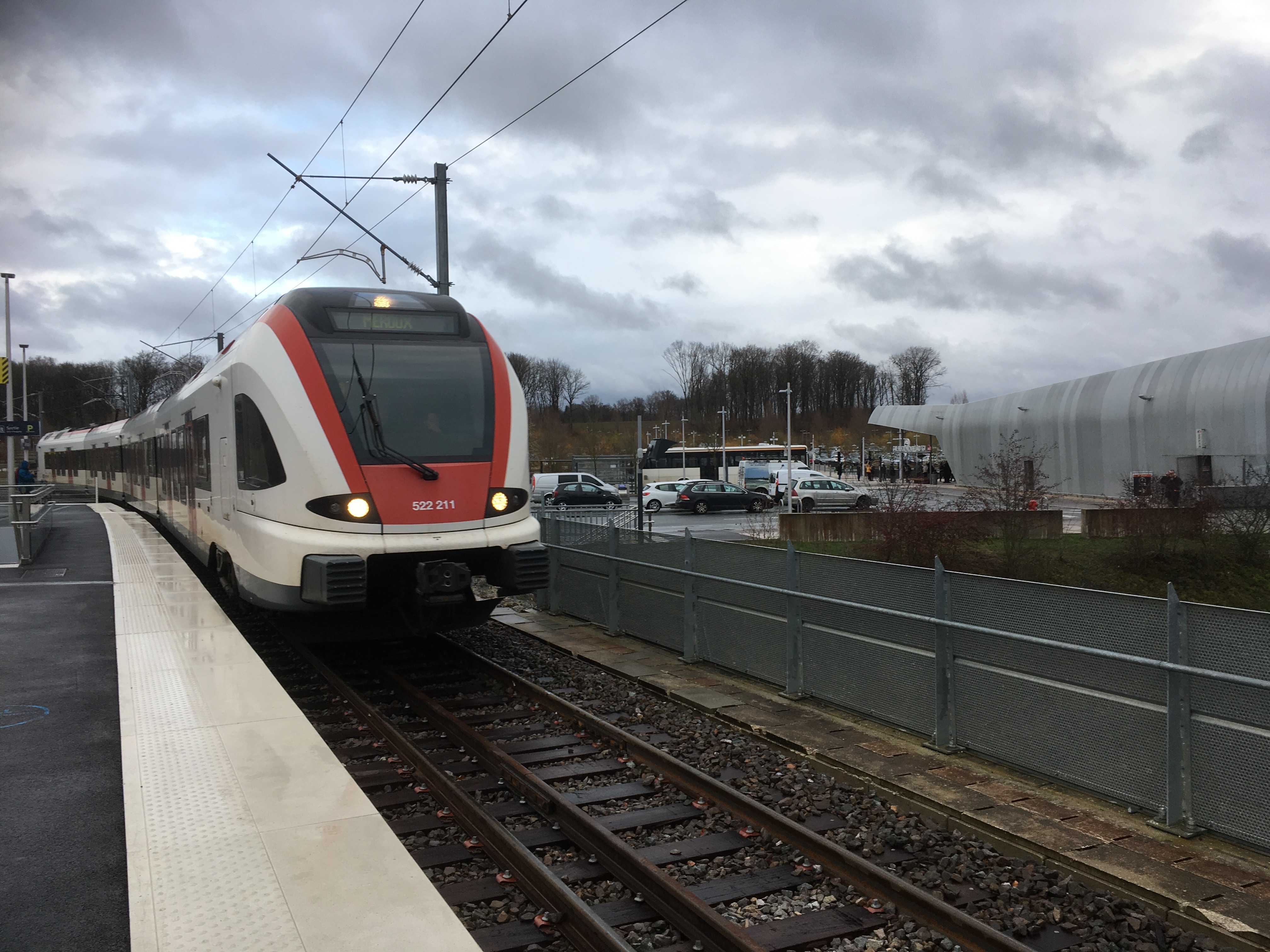
Bahnhof Meroux TGV

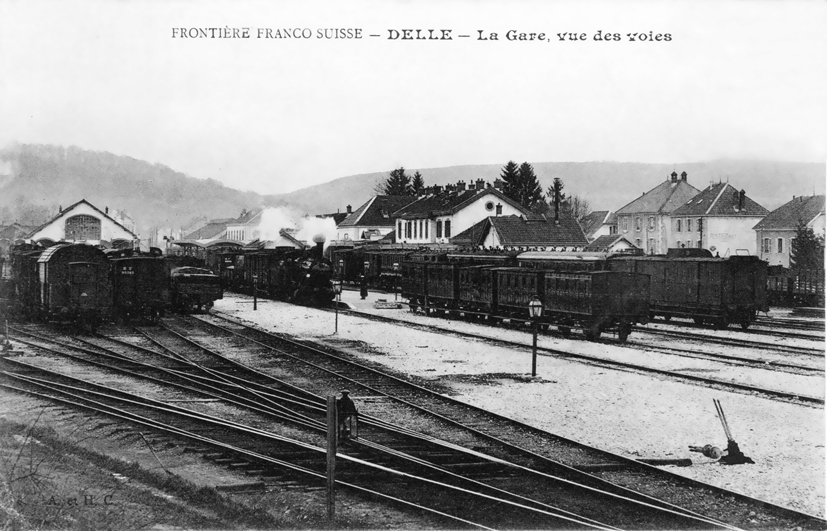
Bahnhof Delle um 1900

Den Anschluss in die Schweiz stellte die Chemin de fer Porrentruy–Delle (PD) her, die ihre Stammstrecke vom Grenzbahnhof Delle über Boncourt nach Porrentruy am 23. September 1872 eröffnete. Allerdings fehlte noch der Anschluss an das übrige Schweizer Bahnnetz, an dem insbesondere von französischer Seite her Interesse bestand. Mit der Abtretung des Elsass 1871 an das Deutsche Kaiserreich wurde Delle zum nördlichsten Grenzbahnhof zwischen der Schweiz und Frankreich.
Die PD wurde 1876 Teil der Jura bernois (JB) und fand am 30. März 1877 Anschluss nach Delémont und damit ans übrige Schweizer Eisenbahnnetz. Am 13. August 1877 eröffnete schliesslich auch die EST eine Verbindungsstrecke von Belfort nach Morvillars, die in Danjoutin von der Hauptstrecke Paris–Mulhouse abzweigt und deutlich kürzer ausfällt als die PLM-Strecke über Montbéliard. Zwischen Morvillars und Delle verlegte die EST zudem ein eigenes, zweites Gleis.
Der Grenzbahnhof Delle wies in seinen Blütejahren ein bedeutendes Verkehrsaufkommen auf, gemessen an der Transitgütermenge rangierte der Bahnhof Porrentruy auf dem Schweizer Abschnitt im Jahre 1913 schweizweit auf dem vierten Rang. Mit Inbetriebnahme des Grenchenbergtunnels 1915 wurde zudem die Strecke zwischen Delémont und Biel stark verkürzt. Aufgrund der Bedeutung des Grenzübergangs wurde die Strecke Delémont–Delle von den SBB mit 15 kV 16⅔ Hz Wechselstrom elektrifiziert und am 15. Mai 1933 die elektrische Zugsförderung bis nach Delle aufgenommen.
Mit Verstaatlichung der PLM und der EST wechselten die Strecken per 1. Januar 1938 ins Eigentum der SNCF. Der alte Konkurrenznachteil der deutlich längeren PLM-Strecke über Montbéliard und Morvillars schlug dabei umgehend durch, und der Personenverkehr wurde auf dem Abschnitt Montbéliard–Morvillars noch im selben Jahr eingestellt. Mit Ausbruch des Zweiten Weltkriegs kam auch der Grenzverkehr via Delle zum Erliegen.
Nach dem Zweiten Weltkrieg wurde der Bahnverkehr wieder aufgenommen. 1948 vereinbarten die Schweiz und Frankreich den Bau eines neuen Grenzbahnhofs in Delle. Auf französischer Seite setzte allerdings ein Abschwung ein, da die SNCF kaum die Kosten für die Erneuerung der Infrastruktur aufbringen konnte. Der zuletzt doppelspurige Abschnitt Morvillars–Delle wurde 1953 auf ein Gleis zurückgebaut, je nach Zustand wurde das besser erhaltene Gleis der PLM oder der EST belassen. Von der beabsichtigten Elektrifizierung sah die SNCF 1957 endgültig ab. Der neue Grenzbahnhof in Delle konnte allen Widrigkeiten zum Trotz 1967 eröffnet werden.
Seit die Bahnstrecke Strasbourg–Basel im Jahre 1957 elektrifiziert wurde, hat sich der Güterverkehr auf die besser ausgebauten Bahnstrecken nach Basel verschoben; dadurch hat die Strecke Belfort–Delle im Laufe der Zeit sukzessive an Bedeutung verloren.
Die letzten durchgehenden Züge zwischen Delémont und Belfort – mit guten Anschlüssen an Fernverkehrszüge nach Paris – wurden am 26. September 1992 aufgegeben und die Strecke Belfort–Delle von der SNCF für den Personenverkehr stillgelegt. Der Güterverkehr auf dem Abschnitt Morvillars–Delle–Boncourt wurde per 30. Juni 1993 eingestellt. Mit Fahrplanwechsel vom 27. Mai 1995 stellten die SBB die Bedienung des Bahnhofs Delle von Schweizer Seite her ein. Mit dem Wegfall des Personenverkehrs wurde der Abschnitt Boncourt–Delle ein Jahr später, am 1. Juni 1996, stillgelegt und entelektrifiziert.
Infolge der Streckenstilllegung wurde in den Jahren 1996 und 1997 praktisch auch die gesamte Gleisanlage des weitläufigen Grenzbahnhofs Delle demontiert. Mit der Ausgliederung der Schieneninfrastruktur aus der SNCF 1997 wechselten die Restanlagen ins Eigentum der RFF.
Im Güterverkehr offen blieb der Abschnitt zwischen der Verzweigung Danjoutin und Morvillars, wo ein Industriegebiet bedient wurde; nach Meroux erfolgte gelegentlich noch die Zustellung von Petrolprodukten.

### Reaktivierung
Ein Umdenken setzte 2001 ein, als die Planung der LGV Rhin-Rhône auch die Chancen für eine Wiederinbetriebnahme der stillgelegten Strecke verbesserte. 2002 wurde in Delémont erstmals ein runder Tisch unter Leitung der Region Franche-Comté gebildet, bei dem eine Studie in Auftrag gegeben wurde. Die Kosten trugen Frankreich, die Schweiz, die Region Franche-Comté und die Kantone Jura und Bern. 2004 fiel die Entscheidung, das Zugangebot auf Schweizer Seite mit der Wiederinbetriebnahme neu zu strukturieren. Der Nationalrat genehmigte 2005 rund 40 Millionen Schweizer Franken aus dem FinöV-Fonds als Beitrag gemäß HGV-Anschluss-Gesetz. Der Pauschalbetrag wurde zugunsten der Reaktivierung und Elektrifizierung der Strecke Belfort–Delle ausgerichtet.

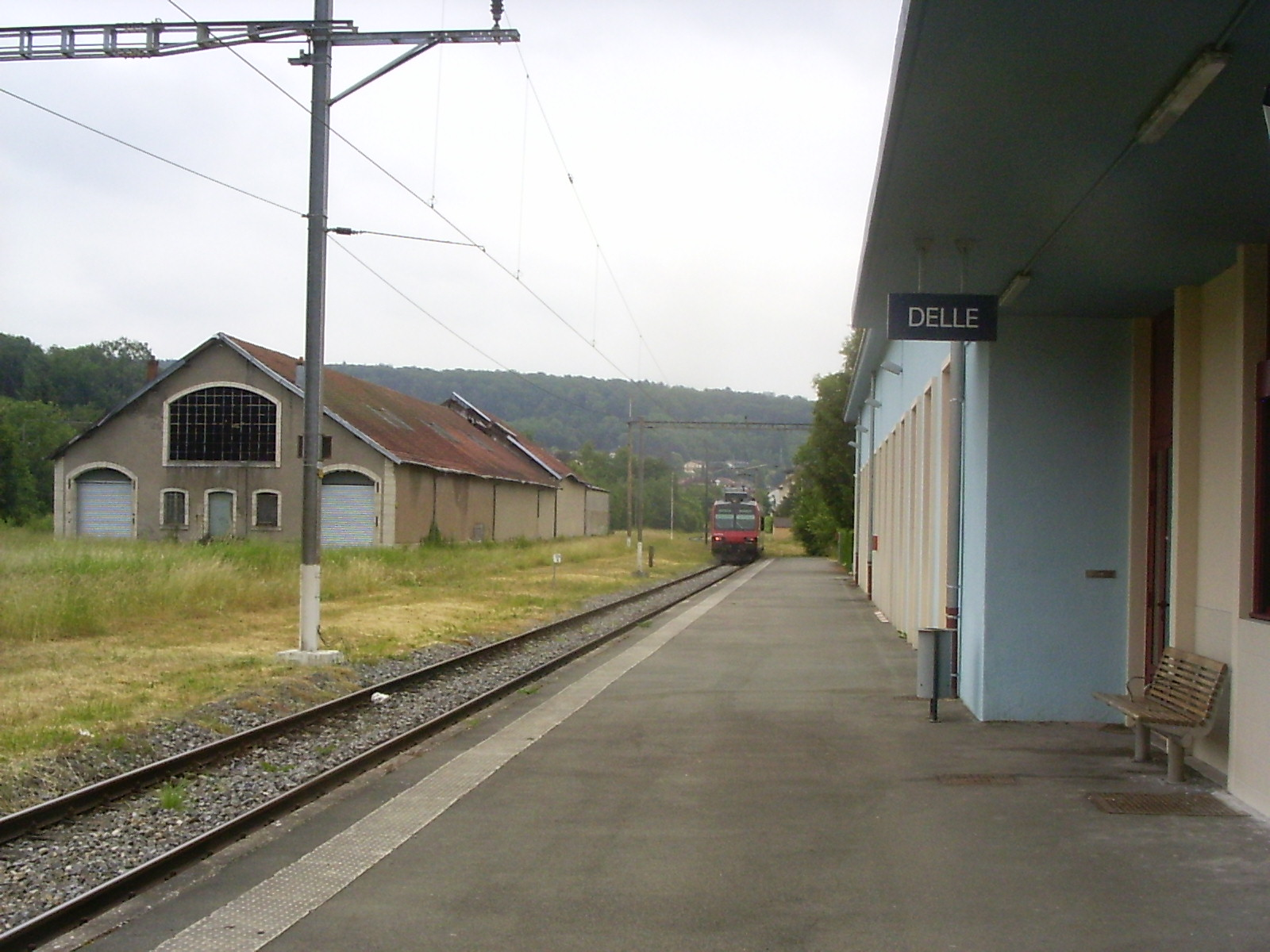
Bahnhof Delle (2015)

Als erster symbolischer Schritt wurde der Abschnitt Boncourt–Delle reaktiviert, wofür die stellenweise zugewachsene Trasse freigelegt, der Unterbau erneuert, ein neues Gleis im sonst schienenlosen Bahnhof Delle verlegt und die Strecke re-elektrifiziert werden musste. Mit Fahrplanwechsel vom 10. Dezember 2006 wurde der grenzüberschreitende Schienenverkehr durch die SBB wiederaufgenommen.
Am 11. Dezember 2011 ging die LGV Rhin-Rhône in Betrieb; mit ihr der in der Gemeinde Meroux gelegene Bahnhof Belfort-Montbéliard TGV, gut sechs Kilometer vom Bahnhof Belfort entfernt. Der Mittelbahnsteig für Regionalzüge sollte im rechten Winkel über der in einem Einschnitt verlaufenden Neubaustrecke angelegt werden. Diese würden nach Reaktivierung des Abschnittes Morvillars–Delle durchgehend zwischen Belfort und Biel/Bienne verkehren, und die Reisezeiten aus den Schweizer Jura-Gemeinden – insbesondere Porrentruy, Delémont und Moutier – zum nächsten Anschlusspunkt ans französische Hochgeschwindigkeitsnetz verkürzen.
Am 21. August 2014 unterzeichneten Bundesrätin Doris Leuthard und ihr französischer Amtskollege Frédéric Cuvillier die bilaterale Vereinbarung über die Eisenbahnstrecke Delle–Belfort. Das Abkommen legt die Rollen der Akteure beidseits der Landesgrenze fest, die an der Planung, am Bau, am Betrieb und an der Finanzierung der Strecke beteiligt sind. Die Kosten für die Arbeiten auf französischer Seite wurden mit rund 110 Millionen Euro veranschlagt. Die Geldgeber sind die Region Franche-Comté, die Republik Frankreich, die französischen Gemeinwesen der Region, die Bahnnetzgesellschaft Réseau ferré de France (RFF) sowie die Europäische Union. Angesichts des Nutzens dieses Projekts für die Schweiz beteiligten sich der Bund und der Kanton Jura mit 24,7 respektive mit 3,2 Millionen Euro.
Der Baubeginn erfolgte am 10. September 2015 mit der schrittweisen Entfernung des alten Oberbaus, der letztendlich auf den gut 20 Kilometern komplett ausgewechselt wurde. Die ursprüngliche Streckenführung wurde dabei weitgehend beibehalten, einzig bei Meroux machte der Einschnitt der LGV Rhin-Rhône die leichte Verlegung der Strecke nach Süden mittels einer Doppelkurve notwendig. Von den 20 dazumal noch existierenden, teilweise längst inaktiven, Bahnübergängen wurden sechs Übergänge aufgehoben und einer durch eine Strassenüberführung ersetzt; die verbleibenden 13 Bahnübergänge wurden hingegen saniert und neu gesichert.
Das Projekt umfasste auch sechs Publikumsanlagen, darunter den Bau der neuen Haltestellen Danjoutin und Joncherey, der Umsteigestation Meroux TGV über dem Bahnhof Belfort-Montbéliard TGV, und der Stationsanlagen Grandvillars und Morvillars, jeweils bei den alten Bahnhöfen. Während Grandvillars nach über 60 Jahren wieder zweigleisig ausgebaut wurde, wurde der ehemalige Abzweigbahnhof Morvillars nur noch eingleisig neu angelegt. Ebenfalls zweigleisig angelegt wurde die neue Station Meroux TGV, die zugunsten der Umsteigemöglichkeiten nicht beim alten Bahnhof Meroux (beim Ort Moval) erstellt wurde. Mit Ausnahme des renovierten Bahnhofgebäudes von 1967 wurde der Bahnhof Delle, unter Entfernung sämtlicher alter Bahnanlagen, ebenfalls komplett neu erstellt, einschliesslich des Unterbaus und einer Reisendenüberführung zum Inselbahnsteig. Die zuletzt eingleisige Anlage wurde dreigleisig ausgebaut.
Zwischen Oktober 2016 und Juni 2017 wurden die elektrischen Anlagen installiert: die Signalisations- und Barrierenanlagen, samt ihren Kabelsträngen entlang des Gleisbetts. Zwischen Januar und Mai 2017 wurden die Fahrleitungsmasten gesetzt. Die Gleisarbeiten erfolgten zwischen Mai und Oktober 2017 mit Verlegen der rund 31'400 Bahnschwellen und 41 Kilometer Gleise. Im Oktober und November 2017 wurde die Fahrleitungsanlage montiert und gerichtet. Das Mobilfunksystem GSM-R wurde schliesslich zwischen Dezember 2017 und Mai 2018 installiert. Abgeschlossen wurden die Bauarbeiten am 25. Mai 2018 mit Inbetriebnahme der Fahrleitungsanlage.
Die gemäß ursprünglichen Prognosen für den Fahrplanwechsel im Dezember 2017 geplante Inbetriebnahme erwies sich als zu optimistisch und wurde um ein Jahr zurückgestellt. Die offizielle Einweihungsfeier fand am 6. Dezember 2018 ab 10:00 Uhr im Bahnhof Delle statt, im Beisein der Vertreter der Region Bourgogne-Franche-Comté, des eidgenössischen Bundesamts für Verkehr, des Kantons Jura, des Territoire de Belfort, der Gemeindeverbände Grand Belfort und Sud Territoire und des Infrastruktureigentümers SNCF Réseau. Mit einem Tag der offenen Türen wurde am 8. Dezember 2018 in den Bahnhöfen Belfort-Ville, Belfort-Montbéliard TGV, Delle und Delémont gefeiert; die Nutzung der Sonderzüge und der Schweizer Regelzüge zwischen Delle und Délemont war kostenlos.
Mit dem Fahrplanwechsel am 9. Dezember 2018 erfolgte schliesslich die Aufnahme des Regelbetriebs auf der Strecke Belfort–Delle.

## Streckenverlauf
Belfort an der Savoureuse in der Burgundischen Pforte wird südwärts verlassen und damit aus den Bahnstrecken Dole–Belfort und Paris–Mulhouse an den östlichen Talrand hin ausgefädelt. Bei Andelnans verlässt die Trasse das Tal südostwärts, um eine Geländezunge zur Niederung der Bourbeuse hin zu überwinden, auf der durch eine kleine Verlegung die Kreuzung mit der LGV Rhin-Rhône im Bahnhof Belfort-Montbéliard TGV ermöglicht wurde. Nach Querung des Bourbeuse-Tals bei Bourogne nützt die Strecke die Niederung der Allaine südwärts bis zur Staatsgrenze mit der Schweiz bei Delle. 

## Betrieb
Fahrplanjahr 2019
- RE Biel/Bienne – Delémont – Delle – Meroux TGV
Geführt mit SBB RABe 522 «FLIRT France»; verkehrt täglich, alle 60 Minuten (Biel–Delle); auf dem Abschnitt Delle–Meroux bestehen Taktlücken und unterschiedliche Verkehrstage (etwa 10 Zugspaare täglich)
- TER Belfort – Meroux TGV – Delle
Geführt mit SNCF Z 27500 (ZGC); verkehrt nur morgens/abends, an unterschiedlichen Verkehrstagen (kein Taktfahrplan)
- TER Belfort – Meroux TGV
verkehrt täglich (kein Taktfahrplan)

## Ausblick
Gemäss Projekt-Dokumentation von SNCF Réseau wurde eine Haltestelle in Sévenans geplant. Die Realisierung wurde allerdings zurückgestellt, könnte aber zu einem späteren Zeitpunkt erfolgen.
Ab Dezember 2025 wird der durchgehende Verkehr zwischen Delémont und Belfort eingestellt. Seitens der Region Bourgogne-Franche-Comté ist vorgesehen, die RE-Linie Biel – Meroux nach Delle zu verkürzen und stattdessen das Fahrtangebot des TER Delle  – Belfort anzupassen. Im Gegenzug plant der Kanton Jura, mit den freiwerdenden Fahrzeugen den Takt zwischen Biel und Delle auf 30 Minuten zu verdichten.